# Uszerkaré
Uszerkaré, görögösen Othoész (ógörögül: Οθοής), (ur.: kb. i. e. 2333 – i. e. 2332) Egyiptom uralkodója volt a VI. dinasztiából. Nevének jelentése: „Ré lelke erős”.

## Uralkodása
Uszerkaré uralkodásáról nem sokat tudunk. Manethón egyiptomi pap, krónikás megemlékezik arról, hogy Uszerkaré elődje, Teti összeesküvés áldozata lett, ezért felmerül annak a lehetősége, hogy az összeesküvés vezetője ő volt. Az egyiptomi királylisták nagy része is megemlíti Uszerkarét, ezek alapján uralkodási ideje 2–4 év lehetett.
A dél-szakkarai kő, egy, a dinasztia első uralkodóinak évkönyvét tartalmazó sztélé maradványa is megerősíti, hogy uralkodott egy király Teti és Pepi közt (bár a neve itt nem maradt fenn), és hogy anyja neve t betűre végződött. Ez alapján lehet, hogy anyja az a Hent (Hentkauesz?) nevű nő, akit I. Pepi piramistemplomában említenek; ő Teti egy felesége lehetett, Uszerkaré így talán Teti fia.
Piramis vagy egyéb építmény nem társítható Userkaf nevéhez, bár egy felirat szerint valamifajta nagyszabású építkezésbe belekezdett. Ezen a feliraton ugyanakkor az építkezésen dolgozó munkások létszáma is fel van tüntetve. Sírja még nem került elő, valószínűleg Abuszírba, avagy valahol a dél-szakkarai régióban temethették el. A trónon I. Pepi, a meggyilkolt Teti fáraó fia követte.
A Milánói Egyetem professzora, Giulio Magli folytatott kutatásokat Uszerkare lehetséges temetkezési helyének megállapítására vonatkozóan, sikertelenül.